# Илеј
Илеј је у грчкој митологији било име више личности.

## Митологија
- Према Хесиоду и Хигину, био је син Аполона и Уреје.[1] Био је тројански поглавар.[2]
- Друго име за Ојлеја, локриђанског краља.[1] Заправо, тако га је називао Еустатије. Етимологија ова два имена је слична и ово име има значење „милостив“.[3]